# FN Forty-Nine
De FN Forty-Nine (49) is een semiautomatisch dubbelactie-terugslagpistool van de Belgische vuurwapenproducent Fabrique Nationale de Herstal. Het pistool werd ontworpen voor gebruik door politiediensten. Het heeft geen uitwendige veiligheidspal. Wel is er veel kracht nodig, bijna 4,5 kg, om de trekker over te halen. Het pistool is vervaardigd uit zwart polymeer met een roestvrijstalen slede. Onderaan kunnen accessoires als lasers of lampen bevestigd worden.